# Callulops doriae
Callulops doriae là một loài ếch trong họ Nhái bầu. Chúng là loài đặc hữu của Papua New Guinea.
Các môi trường sống tự nhiên của chúng là các khu rừng ẩm ướt đất thấp nhiệt đới hoặc cận nhiệt đới và các khu rừng vùng núi ẩm nhiệt đới hoặc cận nhiệt đới.